# Pupalia erecta
Pupalia erecta är en amarantväxtart som beskrevs av Karl Suessenguth. Pupalia erecta ingår i släktet Pupalia och familjen amarantväxter. Inga underarter finns listade i Catalogue of Life.